# Coppa Svizzera 1966-1967
La Coppa Svizzera 1966-1967 è stata la 42ª edizione della manifestazione calcistica. È iniziata l'8 settembre 1966 e si è conclusa il 15 maggio 1967. Questa edizione della coppa vide la vittoria finale del Basilea.

## Trentaduesimi di Finale
| Squadra 1                                     | Risultato     | Squadra 2          |
| --------------------------------------------- | ------------- | ------------------ |
| 23 ottobre 1966                               |               |                    |
| Aarau                                         | 6 - 0         | Concordia Basilea  |
| Bellinzona                                    | 6 - 0         | Bodio              |
| Blue Stars Zurigo                             | 4 - 2(d.t.s.) | Widnau             |
| Chiasso                                       | 7 - 1         | Red Star Zurigo    |
| Emmenbrücke                                   | 0 - 1         | Lucerna            |
| Frauenfeld                                    | 8 - 0         | Rorschach          |
| Friburgo                                      | 4 - 1         | Berna              |
| Le Locle-Sports                               | 5 - 1         | Montreux-Sports    |
| Neuchâtel Xamax                               | 3 - 2         | Étoile Carouge     |
| Porrentruy                                    | 0 - 1         | Minerva Berna      |
| San Gallo                                     | 5 - 3(d.t.s.) | Dübendorf          |
| Urania Ginevra                                | 3 - 1         | Malley             |
| Uster                                         | 2 - 1(d.t.s.) | Brühl              |
| Thun                                          | 5 - 3         | Cantonal Neuchâtel |
| Turgi                                         | 2 - 1         | Baden              |
| Grünstern                                     | 0 - 0(d.t.s.) | Soletta            |
| Nordstern                                     | 1 - 1(d.t.s.) | Wettingen          |
| Vevey                                         | 2 - 2(d.t.s.) | Chênois            |
| 26 ottobre 1966(Ripetizione giocata a Baden)  |               |                    |
| Wettingen                                     | 5 - 3(d.t.s.) | Nordstern          |
| 27 ottobre 1966(Ripetizione giocata a Bienne) |               |                    |
| Soletta                                       | 1 - 2         | Grünstern          |
| 30 ottobre 1966(Ripetizione)                  |               |                    |
| Chênois                                       | 0 - 1(d.t.s.) | Vevey              |

## Sedicesimi di Finale
| Squadra 1         | Risultato     | Squadra 2         |
| ----------------- | ------------- | ----------------- |
| 6 novembre 1966   |               |                   |
| Basilea           | 6 - 0         | Blue Stars Zurigo |
| Bienne            | 2 - 0         | Minerva Berna     |
| Grasshoppers      | 6 - 2         | Wettingen         |
| Grenchen          | 7 - 1         | Vevey             |
| Grünstern         | 1 - 3         | Neuchâtel Xamax   |
| La Chaux-de-Fonds | 2 - 0         | Aarau             |
| Le Locle-Sports   | 3 - 0         | Moutier           |
| San Gallo         | 1 - 2         | Young Boys        |
| Sion              | 1 - 0         | Friburgo          |
| Thun              | 1 - 2(d.t.s.) | Servette          |
| Urania Ginevra    | 0 - 3         | Losanna           |
| Uster             | 0 - 4         | Zurigo            |
| Winterthur        | 3 - 0         | Frauenfeld        |
| Losanna           | 2 - 0         | La Chaux-de-Fonds |
| Bellinzona        | (Rinviata)    | Young Fellows     |
| Lucerna           | (Rinviata)    | Chiasso           |
| Lugano            | (Rinviata)    | Turgi             |
| 11 dicembre 1966  |               |                   |
| Bellinzona        | 3 - 0         | Young Fellows     |
| Lucerna           | 5 - 1         | Chiasso           |
| Lugano            | 4 - 0         | Turgi             |

## Ottavi di Finale
| Squadra 1        | Risultato | Squadra 2         |
| ---------------- | --------- | ----------------- |
| 11 dicembre 1966 |           |                   |
| Basilea          | 3 - 2     | Zurigo            |
| Grenchen         | 0 - 1     | Bienne            |
| Le Locle-Sports  | 1 - 4     | Grasshoppers      |
| Losanna          | 2 - 0     | La Chaux-de-Fonds |
| Winterthur       | 3 - 1     | Young Boys        |
| 18 dicembre 1966 |           |                   |
| Bellinzona       | 4 - 1     | Neuchâtel Xamax   |
| Lugano           | 1 - 0     | Servette          |
| Sion             | 3 - 0     | Lucerna           |

## Quarti di Finale
| Squadra 1                 | Risultato     | Squadra 2    |
| ------------------------- | ------------- | ------------ |
| 4 marzo 1967              |               |              |
| Basilea                   | 2 - 2(d.t.s.) | Bienne       |
| 5 marzo 1967              |               |              |
| Sion                      | 4 - 0         | Bellinzona   |
| Winterthur                | 0 - 3         | Losanna      |
| Grasshoppers              | 0 - 0(d.t.s.) | Lugano       |
| 8 marzo 1967(Ripetizioni) |               |              |
| Bienne                    | 1 - 2         | Basilea      |
| Lugano                    | 5 - 0         | Grasshoppers |

## Semifinali
| Squadra 1                   | Risultato     | Squadra 2 |
| --------------------------- | ------------- | --------- |
| 27 marzo 1967               |               |           |
| Sion                        | 0 - 1         | Losanna   |
| Lugano                      | 0 - 0(d.t.s.) | Basilea   |
| 12 maggio 1967(Ripetizione) |               |           |
| Basilea                     | 2 - 1         | Lugano    |

## Finale
La Finale è stata vinta dal Basilea a tavolino. L'arbitro all'89º minuto concedeva un calcio di rigore in favore dal Basilea. Ci furono forti proteste prima e dopo l'esecuzione del rigore, in seguito alle quali l'arbitro decise di sospendere l'incontro.
| Arbitro: | Karl Göppel (Zurigo) |

|                                                                                      |            |                                                                                              |
| Kunz Kiefer Michaud Pfirter Stoker Odermatt Schnyder Benthaus Frigerio Hauser Wenger | Formazioni | Schneider Grobéty Weibel Luthi Tacchella Dürr Polencent Chapuisat Hosp Vuilleumier Kerkhoffs |
| Benthaus                                                                             | Allenatori | Rappan                                                                                       |